# Droga wojewódzka 502
Die Droga wojewódzka 502 (DW 502) ist eine polnische Woiwodschaftsstraße. Sie verläuft in Süd-Nord-Richtung im Norden des Powiat Nowodworski innerhalb der Woiwodschaft Pommern. Auf einer Länge von 14 Kilometern verbindet sie die Schnellstraße 7 und die Landesstraße 55 mit der Ostseeküste der Danziger Bucht (Zatoka Gdańska) und er Küstenstraße DW 501, die bis auf die Frische Nehrung (Mierzeja Wiślana) führt.
Die DW 502 verläuft auf der Trasse der ehemaligen deutschen Reichsstraße 129, die von Steegen über Marienburg und Marienwerder bis nach Garnsee und – nach 1939 – weiter bis Lodsch verlief.

## Streckenverlauf
Woiwodschaft Pommern
- Powiat Nowodworski (Powiat Tiegenhof):
  - Nowy Dwór Gdański (Tiegenhof) (→ S 7 Żukowo (Zuckau)–Danzig–Warschau–Chyżne/Slowakei und DK 55: Nowy Dwór Gdański–Malbork (Marienburg)–Kwidzyn (Marienwerder)–Grudziądz (Graudenz)–Stolno)

- X ehemalige Staatsbahnlinie: Kleinbahn Stegna (Steegen)–Malbork-Kałdowo (Kalthof) der Żuławska Kolej Dojazdowa (vormals Westpreußische Kleinbahnen) X
  - Żelichowo (Petershagen)
  - Tujsk (Tiegenort)

- ~ Skarpawa (Elbinger Weichsel) ~
  - Rybina (Fischerbabke)
  - Popowo (Poppau)
  - Stegna (Steegen, früher auch Kobbelgrube) (→ DW 501: Przejazdowe (Quadendorf)–Piaski (Neukrug))